# Mauro Checcoli
Mauro Checcoli, född 1 mars 1943 i Bologna, är en italiensk före detta ryttare.
Checcoli blev olympisk mästare i fälttävlan vid sommarspelen 1964 i Tokyo.